# Suman Pokhrel

Suman Pokhrel, (nepalesisk: सुमन पोखरेल), er en digter i Nepal. Hans værker er blevet oversat og udgivet internationalt.
Han modtog SAARC Literary Award i 2013 og 2015 for sin poesi og hans bidrag til poesi og kunst generelt, i det sydlige Asien.

### Uddannelse
Pokhrel tog sin bachelor, Master of Business Administration og bachelor i jura fra Tribhuvan University i Nepal

### Karriere
Suman Pokhrel sluttede den offentlige tjeneste i Nepal som afdelingsofficer i februar 1995. Han forlod jobbet og sluttede sig til Plan International som udviklingsarbejder, i december 1998 og arbejdede i de fjerne bjergrige egne af landet. Arbejdet krævede besøg fjerntliggende områder i regionen. Under sine besøg i landsbyerne indlevede han sig i lokalbefolkningens vanskeligheder. Under sine besøg på et af de steder, der har skrevet digtet Khorampa, der har navn efter en fattigdomsramt landsby.
Hans digt, 'The Taj Mahal og My Love', er en innovativ digt. Digteren skrev digtet med ærbødighed til storhed af Taj Mahal.

## Litterære værker

### Publikationer

#### Digtsamlinger
- Soonya Mutuku Dhadkanbhitra - 2000 Offentliggørelse Vaani Biratnagar
- Jeevanko Chheubaata - 2009 Vaani Offentliggørelse Biratnagar ISBN 978-99946-36-55-6

#### Indsamling af poesi
- Hazaar Aankhaa Yee Aankhaamaa 2003 Vaani Biratnagar Publishing ISBN 99933-656-3-7

## Priser
- SAARC Literary Award 2015 - Foundation of SAARC forfattere og litteratur
- SAARC Literary Award 2013 - Foundation of SAARC forfattere og litteratur
- Award Parikalpna 2013 - Parikalpana Samaya, Indien
- Jayandra Best Book of the Year Award, 2010- Jayandra Prasai Academy.